# فارسیان (قزوین)
فارسیان روستایی از توابع شهرستان قزوین دراستان قزوین ایران است.

## جمعیت
این روستا در دهستان اقبال غربی قرار داشته و بر اساس سرشماری سال ۱۳۹۰ جمعیت آن ۳۲۸۵ نفر (۸۹۸ خانوار) بوده‌است.